# Tritiová voda

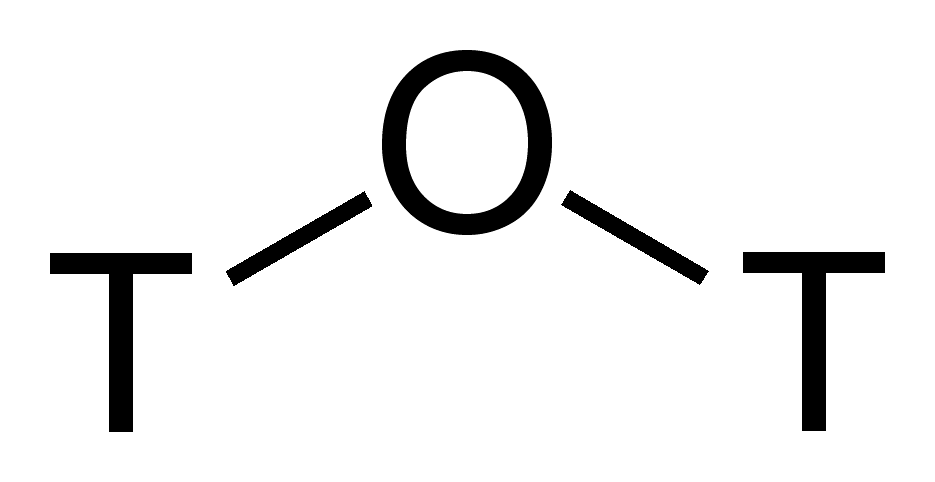
Oxid tritia

Tritiová voda, oxid tritia, tritiový analog vody, trojnásob těžká voda, supertěžká voda, chemicky T2O, 3H2O, je voda, jejíž molekuly obsahují místo obou atomů vodíku jeho izotop tritium – tedy vodík s jádrem tvořeným jedním protonem a dvěma neutrony. Tím se liší i od těžké vody (D2O), která obsahuje izotop vodíku deuterium jen s jedním neutronem. Tritiová voda je radioaktivní, má vyšší teplotu tání (4,48 °C) i varu (101,51 °C).